# Росіяни в Естонії

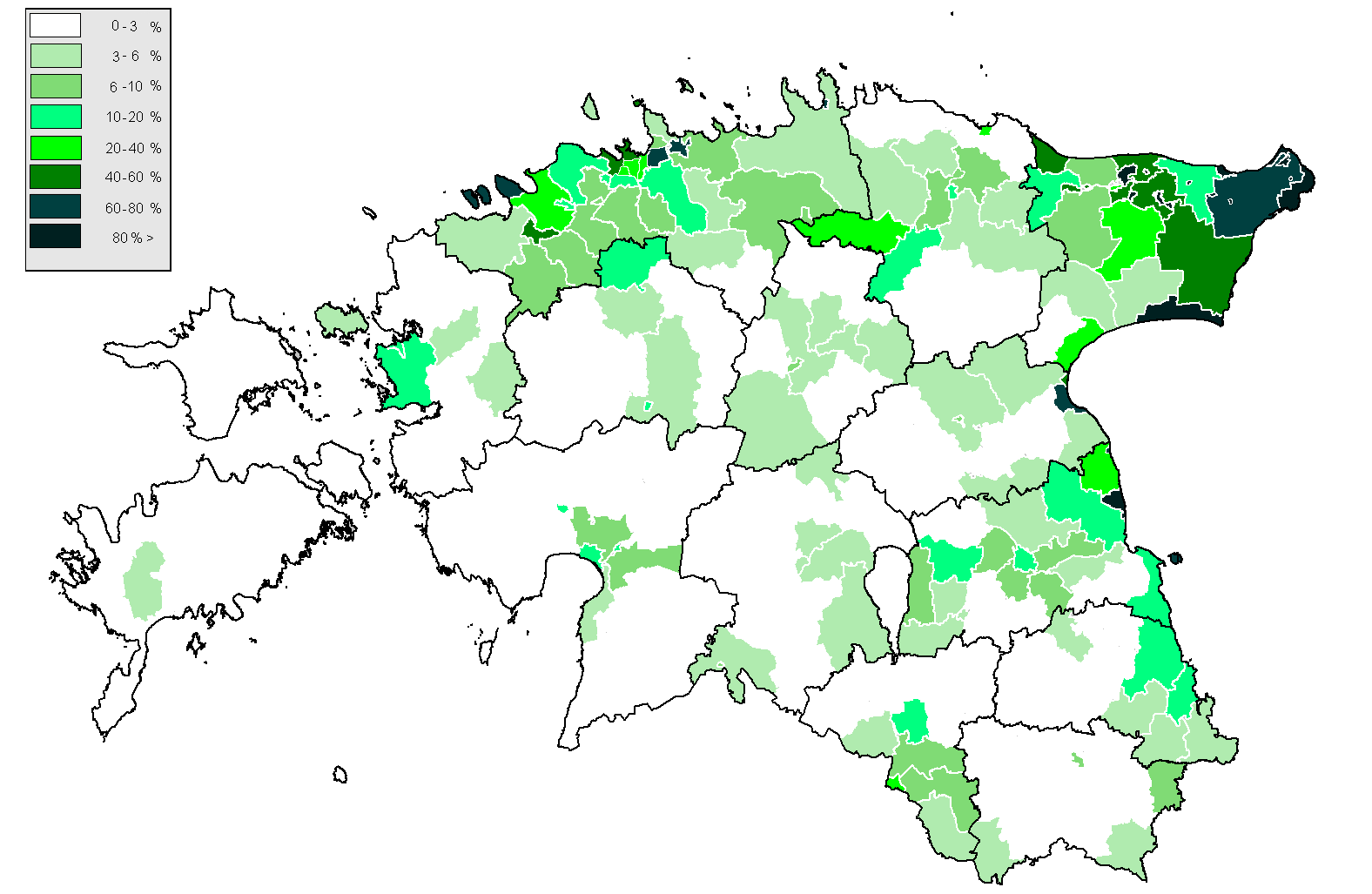
Розподіл російськомовного населення в Естонії

За оцінками в Естонії проживає 345 тис. росіян. Більшість із них мешкає в містах: Таллінні, Нарві та Кохтла-Ярве. На берегах Чудсько-Псковського озера існують давні поселення старовірів.

## Громадянство
Естонія визнає право на громадянство росіян, що мешкали на її території до окупації Радянським Союзом, та їхніх нащадків. Акт про громадянство визначає доволі ліберальні умови натуралізації для тих, хто прибув до країни після 1940 року, серед яких більшість етнічні росіяни. Вимагається знання естонської мови, Конституції та присяга Естонії. Уряд надає безкоштовні курси підготовки до екзаменів на знання Конституції й Акту про громадянство, а крім того відшкодовує 6 тис. крон (приблизно 380 євро), витрачених на вивчення мови.
За законом резиденти без громадянства не мають права голосу при виборах до національного або Європейського парламенту, але можуть брати участь у місцевих виборах.
За період з 1992 по 2007 рік громадянство отримали приблизно 147 тис. осіб, і частка осіб без громадянства скоротилася з 32 % до 8 %. На травень 2009 року реєстр населення повідомив, що 7,6 % населення має невизначене громадянство і 8,4 % населення має закордонне громадянство, здебільшого російське.
Питання про складність іспиту на знання мови викликало протести з боку уряду Російської Федерації та деяких правозахисних організацій, які зазначають, що за короткий час мову вивчити важко. Як наслідок, вимоги на іспитах були дещо послаблені, що й зумовило постійне скорочення числа осіб без громадянства.

## Відомі росіяни в Естонії
- Ігор Сєверянин — поет.
- Сергій Довлатов — письменник.
- Валерій Карпін — футболіст, громадянин Естонії.

## Виноски
1. ↑  Estonian passport holders at risk. The Baltic Times. 21 травня 2008. Архів оригіналу за 3 червня 2012. Процитовано 27 грудня 2011.
2. ↑  Ludwikowski, Rett R. (1996). Constitution-making in the region of former Soviet dominance. Duke University Press. с. 87. ISBN 978-0-8223-1802-6. Архів оригіналу за 5 листопада 2012.
3. ↑  Citizenship Act of Estonia [Архівовано 27 вересня 2007 у Wayback Machine.] (English translation)
4. ↑  Government to develop activities to decrease the number of non-citizens. Архів оригіналу за 1 вересня 2009. Процитовано 2 грудня 2012.
5. 1 2  див.розділ: Estonia: Citizenship. — в кн.: Arch Puddington, Aili Piano, Camille Eiss & others: Freedom in the World 2008: The Annual Survey of Political Rights and Civil Liberties. / pp. 245—248. — Publ. Rowman & Littlefield Inc., 2008, isbn 0-7425-5897-5
6. ↑  Estonia: Citizenship. Архів оригіналу за 11 липня 2007. Процитовано 2 грудня 2012.